# Ragnarok (manhwa)
Ragnarök (kor. 라그나로크) – koreańska manhwa autorstwa Lee Myung-Jin, historia fantasy. Istnieje również gra MMORPG stworzona na jej podstawie, Ragnarok Online.